# Spencer Perceval
Spencer Perceval, född 1 november 1762 i London, död (mördad) 11 maj 1812 i underhusets lobby i Houses of Parliament, London, var en brittisk statsman och jurist. Han var son till John Perceval, 2:e earl av Egmont.
Han blev 1786 advokat, vann anseende som sådan och invaldes 1796 i underhuset, där han slöt sig till tories och snart gjorde han sig bemärkt som ivrig och skicklig försvarare av Pitts politik. I Addingtons ministär blev han Solicitor General (1801) och befordrades i april 1802 till Attorney General. Han tog ledande andel i uppsättandet av frivilliga till värn mot Napoleon I:s från Boulogne hotande anfall (1803), försvarade kraftigt ministärens politik mot både Charles James Fox och Pitt, avböjde vid ministären Addingtons avgång 1804 pärskap och ett överdomarämbete, övergick istället i Pitts andra ministär, sedan han förvissat sig om, att Pitt ej skulle upptaga frågan om katolikernas emancipation, och blev efter Pitts död i januari 1806 torypartiets obestridde ledare. 
Perceval var juridisk rådgivare åt prinsessan av Wales och försvarade med framgång hennes vandel vid den beryktade undersökningen 1806, ådrog sig därigenom prinsens hat, men åtnjöt alltjämt i hög grad i Georg III:s förtroende. Han bidrog kraftigt genom ett tal mot katolikernas emancipation till ministären Grenvilles fall (1807), ingick som finansminister (april samma år) i Portlands ministär och blev vid dennes avgång själv premiärminister (oktober 1809) med bibehållande av finansministerposten. Perceval följde som statsman traditionerna från Pitt och Georg III. Hans politik var starkt aristokratisk och högkyrklig samt mycket energisk vid fullföljandet av kriget mot Napoleon. Som parlamentstalare var han sakrik och slagfärdig.
Vid Georg III:s sjukdom senhösten 1810 sökte Perceval inskränka prinsens av Wales befogenheter som regent. Hans regentskapsbill blev lag i februari 1811, och det av whigs åtrådda politiska systemskiftet uteblev, i det att prinsregenten ej kände sig stark nog att avlägsna Perceval. Denne föll emellertid ett år senare, den 11 maj 1812, i själva underhusets sidohall (lobby) offer för en lönnmördares kula. Mördaren, en ruinerad och sinnesrubbad köpman vid namn John Bellingham, drevs av begär att hämnas för brittiske ambassadörens i Sankt Petersburg underlåtenhet att hjälpa honom till skadestånd för flerårigt fängelsestraff i Ryssland, som han fått undergå för kontraktsbrott, samt för Percevals vägran att mottaga en petition i ärendet. Mördaren blev hängd den 18 maj. Percevals dotterson, historikern sir Spencer Walpole, har utförligast biograferat honom (2 band, 1874). Nämnas bör även Philip Trehernes The right honorable Spencer Perceval från 1909 och Denis Grays 500-sidiga politiska biografi från 1963.
Spencer Perceval är gravsatt under Charltons sockenkyrka i London. Två gator i Londons distrikt Clerkenwell – Spencer Street och Percival Street – är uppkallade efter honom.
Hittills är Spencer Perceval Storbritanniens enda premiärminister som blivit mördad.